# Tour d'Espagne 1972
La 27e édition du Tour d'Espagne s'est déroulée du 27 avril au 14 mai 1972, entre Fuengirola et Saint-Sébastien. La course a été remportée par l'Espagnol José Manuel Fuente à une vitesse moyenne de 37,284 km/h. Elle comptait 17 étapes et un prologue pour une distance de 2 079,35 km.
Cette édition est marquée par la domination de l'équipe KAS. José Manuel Fuente remporte l'épreuve et le classement de la montagne, Domingo Perurena le classement par points. Avec six coureurs parmi les dix premiers du classement final, KAS s'impose au classement par équipes. Avec trois coureurs (Miguel María Lasa, José Manuel Fuente et Domingo Perurena), elle porte le maillot or pendant 17 des 18 jours de course. Elle signe également sept succès d'étape.

## Équipes participantes
- Goudsmith-Hoff
- Werner
- G.B.C.-Sony
- Watneys
- La Casera
- Magniflex-Van Cauter
- Bic
- Goldor-Ijsboerke
- KAS
- Karpy

## Classement général
| \| 1. \| José Manuel Fuente \| Espagne \| KAS \| en \| 82 h 34 min 14 s \| \| \| 2. \| Miguel María Lasa \| Espagne \| KAS \| + \| 6 min 34 s \| \| \| 3. \| Agustín Tamames \| Espagne \| Werner \| + \| 7 min 00 s \| \| \| 4. \| Gonzalo Aja \| Espagne \| Karpy \| + \| 8 min 07 s \| \| \| 5. \| José Antonio González Linares \| Espagne \| KAS \| + \| 8 min 08 s \| \| \| 6. \| Domingo Perurena \| Espagne \| KAS \| + \| 8 min 23 s \| \| \| 7. \| Jesús Manzaneque \| Espagne \| KAS \| + \| 8 min 27 s \| \| \| 8. \| José Pesarrodona \| Espagne \| KAS \| + \| 8 min 38 s \| \| \| 9. \| Désiré Letort \| France \| Bic \| + \| 8 min 42 s \| \| \| 10. \| Bernard Labourdette \| France \| Bic \| + \| 8 min 54 s \| \| |                               |         |        |    |                  |  |
| 1. | José Manuel Fuente            | Espagne | KAS    | en | 82 h 34 min 14 s |  |
| 2. | Miguel María Lasa             | Espagne | KAS    | +  | 6 min 34 s       |  |
| 3. | Agustín Tamames               | Espagne | Werner | +  | 7 min 00 s       |  |
| 4. | Gonzalo Aja                   | Espagne | Karpy  | +  | 8 min 07 s       |  |
| 5. | José Antonio González Linares | Espagne | KAS    | +  | 8 min 08 s       |  |
| 6. | Domingo Perurena              | Espagne | KAS    | +  | 8 min 23 s       |  |
| 7. | Jesús Manzaneque              | Espagne | KAS    | +  | 8 min 27 s       |  |
| 8. | José Pesarrodona              | Espagne | KAS    | +  | 8 min 38 s       |  |
| 9. | Désiré Letort                 | France  | Bic    | +  | 8 min 42 s       |  |
| 10. | Bernard Labourdette           | France  | Bic    | +  | 8 min 54 s       |  |

## Étapes
| N°       | Date     | Villes étapes                     | km         | Vainqueur d'étape             | Leader du général  |
| Prologue | 27 avril | Fuengirola                        | 6 (CLM)    | René Pijnen                   | René Pijnen        |
| 1re      | 28 avril | Fuengirola - Cabra                | 167        | Miguel María Lasa             | Miguel María Lasa  |
| 2e       | 29 avril | Cabra - Grenade                   | 206        | Gerard Vianen                 | Miguel María Lasa  |
| 3e       | 30 avril | Grenade - Almería                 | 181        | Domingo Perurena              | Domingo Perurena   |
| 4e       | 1er mai  | Almería - Dehesa Campoamor        | 251        | Gert Harings                  | Domingo Perurena   |
| 5e       | 2 mai    | Dehesa Campoamor - Gandia         | 183        | Pieter Nassen                 | Domingo Perurena   |
| 6ea      | 3 mai    | Gandia - El Saler (es)            | 120        | Roger Kindt                   | Domingo Perurena   |
| 6eb      | 3 mai    | El Saler (es)                     | 6,5 (CLME) | KAS                           | Domingo Perurena   |
| 7e       | 4 mai    | Valence - Vinaròs                 | 181        | Jos van der Vleuten           | Domingo Perurena   |
| 8e       | 5 mai    | Vinaròs - Tarragone               | 189        | Cees Koeken                   | Domingo Perurena   |
| 9ea      | 6 mai    | Tarragone - Barcelone             | 118        | Gert Harings                  | Domingo Perurena   |
| 9eb      | 6 mai    | Barcelone                         | 10 (CLM)   | Jesús Manzaneque              | Domingo Perurena   |
| 10e      | 7 mai    | Barcelone - Banyoles              | 192        | Domingo Perurena              | Domingo Perurena   |
| 11e      | 8 mai    | Manresa - Saragosse               | 259        | Luis Balagué                  | Domingo Perurena   |
| 12e      | 9 mai    | Saragosse - Formigal              | 169        | José Manuel Fuente            | José Manuel Fuente |
| 13e      | 10 mai   | Sangüesa - Arrate                 | 201        | Agustín Tamames               | José Manuel Fuente |
| 14e      | 11 mai   | Éibar - Bilbao                    | 145        | Miguel María Lasa             | José Manuel Fuente |
| 15e      | 12 mai   | Bilbao - Torrelavega              | 148        | Gerard Vianen                 | José Manuel Fuente |
| 16e      | 13 mai   | Torrelavega - Vitoria             | 219        | Agustín Tamames               | José Manuel Fuente |
| 17ea     | 14 mai   | Torrelavega - Miranda de Ebro     | 138        | Jesús Aranzabal               | José Manuel Fuente |
| 17eb     | 14 mai   | Miranda de Ebro - Saint-Sébastien | 20 (CLM)   | José Antonio González Linares | José Manuel Fuente |

## Classements annexes
| \| 1. \| Domingo Perurena \| Espagne \| KAS \| 224 points \| \| 2. \| Miguel María Lasa \| Espagne \| KAS \| 126 points \| \| 3. \| Gert Harings \| Pays-Bas \| Goudsmith - Hoff \| 114 points \| |                   |          |                  |            |
| 1. | Domingo Perurena  | Espagne  | KAS              | 224 points |
| 2. | Miguel María Lasa | Espagne  | KAS              | 126 points |
| 3. | Gert Harings      | Pays-Bas | Goudsmith - Hoff | 114 points |

| \| 1. \| José Manuel Fuente \| Espagne \| KAS \| 97 points \| \| 2. \| Andrés Oliva \| Espagne \| La Casera \| 73 points \| \| 3. \| Miguel María Lasa \| Espagne \| KAS \| 46 points \| |                    |         |           |           |
| 1. | José Manuel Fuente | Espagne | KAS       | 97 points |
| 2. | Andrés Oliva       | Espagne | La Casera | 73 points |
| 3. | Miguel María Lasa  | Espagne | KAS       | 46 points |

| \| 1. \| Ventura Díaz \| Espagne \| Werner \| 10 points \| |              |         |        |           |
| 1.                                                         | Ventura Díaz | Espagne | Werner | 10 points |

| \| 1. \| José Manuel Fuente \| Espagne \| KAS \| - \| |                    |         |     |   |
| 1.                                                    | José Manuel Fuente | Espagne | KAS | - |

| \| 1. \| KAS \| Espagne \| 247 h 57 min 24 s \| |     |         |                   |
| 1.                                              | KAS | Espagne | 247 h 57 min 24 s |

## Liste des coureurs
| Goudsmith Hoff | Werner | GBC Sony |
| - 1 Marinus Wagtmans (Hol) - 2 Gert Harings (Hol) - 3 Gérard Vianen (Hol) - 4 Wim Prinsen (Hol) - 5 Jos van der Vleuten (Hol) - 6 Jan Krekels (Hol) - 7 Jan Van Katwijk (Hol) - 8 Cees Koeken (Hol) - 9 Harry Van Leeuwen (Hol) - 10 Karel Delnoy (Hol)                                           | - 11 José Manuel López Rodríguez (Esp) - 12 Agustín Tamames (Esp) - 13 Luis Pedro Santamarina (Esp) - 14 José Gomez Lucas (Esp) - 15 José Grande (Esp) - 16 Luis Balague (Esp) - 17 Ventura Diaz (Esp) - 18 José Luis Uribezubia (Esp) - 19 José Antonio Ponton (Esp) - 20 Manuel Blanco (Esp) | - 21 Claudio Michelotto (Ita) - 22 Dino Zandegu (Ita) - 23 Silvano Schiavon (Ita) - 24 Aldo Moser (Ita) - 25 Diego Moser (Ita) - 26 Mario Nicoletti (Ita) - 27 Silvano Davo (Ita) - 28 Cipriano Chemello (Ita) - 29 Mario Lanzafame (Ita) - 30 Silvano Poloni (Ita)                                        |
| Watneys | La Casera | Magniflex Van Cauter |
| - 31 Walter Planckaert (Bel) - 32 Willy Van Malderghem (Bel) - 33 Eddy Verstraeten (Bel) - 34 Marcel Omloop (Bel) - 35 Etienne Antheunis (Bel) - 36 Englebert Opdebeeck (Bel) - 37 Luc Van Goidsenhoven (Bel) - 38 Gustave Van Roosbroeck (Bel) - 39 Michel Coulon (Bel) - 40 Pieter Nassen (Bel) | - 41 Juan Zurano (Esp) - 42 José Luis Abilleira (Esp) - 43 Jesús Esperanza (Esp) - 44 German Martin (Esp) - 45 Felix Gonzalez Gorostizaga (Esp) - 46 Ramon Saez (Esp) - 47 Andrés Oliva (Esp) - 48 Eufronio Enrique Sahagun (Esp) - 49 Pedro Torres (Esp) - 50 Damaso Torres (Esp)             | - 51 Rik Van Linden (Bel) - 52 Joaquim Agostinho (Por) - 53 Guido Van Sweevelt (Bel) - 54 Sigfrido Fontanelli (Ita) - 55 Silvano Ravagli (Ita) - 56 Roger Kindt (Bel) - 57 Mauro Vannucchi (Ita) - 58 Vittorio Urbani (Ita) - 59 Fabrizio Fabbri (Ita) - 60 Pietro Dallai (Ita)                            |
| Bic | Goldor Ijsboerke | Kas |
| - 61 Bernard Labourdette (Fra) - 62 Jean-Claude Genty (Fra) - 63 Daniel Ducreux (Fra) - 64 Désiré Letort (Fra) - 65 Leif Mortensen (Dan) - 66 René Pijnen (Hol) - 67 Johnny Schleck (Lux) - 68 Jesús Aranzabal (Esp) - 69 Anatole Novak (Fra) - 70 Francis Campaner (Fra)                         | - 71 Hendrik Marien (Bel) - 72 Willy Planckaert (Bel) - 73 Hubert Hutsebaut (Bel) - 74 Alfons Scheys (Bel) - 75 Emile Cambre (Bel) - 76 Fernand Hermie (Bel) - 77 Willy Scheers (Bel) - 78 Tony Gakens (Bel) - 79 Georges Claes II (Bel) - 80 August Herijgers (Bel)                           | - 81 José Manuel Fuente (Esp) - 82 Francisco Galdos (Esp) - 83 José Antonio Gonzalez Linares (Esp) - 84 Santiago Lazcano (Esp) - 85 Miguel Maria Lasa (Esp) - 86 Vicente Lopez Carril (Esp) - 87 Jesús Manzaneque (Esp) - 88 Domingo Perurena (Esp) - 89 José Pesarrodona (Esp) - 90 Nemesio Jiménez (Esp) |
| Karpy | | |
| - 91 Eduardo Castello (Esp) - 92 Antonio Gomez Del Moral (Esp) - 93 Antonio Menendez (Esp) - 94 Gonzalo Aja (Esp) - 95 Antonio Alcon (Esp) - 96 Julián Cuevas (Esp) - 97 José Albelda (Esp) - 98 José Manuel Fernandez (Esp) - 99 Manuel Mesa (Esp) - 100 Juan Manuel Valls (Esp)                 | | |